# 이유진 (2004년)
이유진(2004년 12월 11일 ~ )는 대한민국의 남자 배우이다. 한때 유진우라는 예명으로 활동하기도 하였다.

## 출연 작품

### 드라마
- 2018년 JTBC 금토드라마 《SKY 캐슬》 - 우수한 역
- 2019년 tvN 금요드라마 《쌉니다 천리마마트》 - 정상태 역 (특별출연)
- 2020년 넷플릭스 금요드라마 《스위트 홈》 - 어린 편상욱 역
- 2021년 tvN 수목드라마 《멜랑꼴리아》 - 성유찬 역
- 2022년 SBS 금토드라마 《왜 오수재인가?》 - 어린 공찬/김동구 역
- 2023년 SBS 금토드라마 《7인의 탈출》- 한청수 역
- 2024년 SBS 금토드라마 《7인의 부활》- 한청수 역

### 영화
- 《비 더 레즈》 (2018, 단편)
- 《국제수사》- 어린 병수 역 (2020)

### 광고
- NE능률 - 월등한 개념 수학 (2019)
- 청호나이스 - 살균얼음정수기 (2019)

### 텔레비전 프로그램
- 《PRODUCE X 101》 (2018-2019) - 참가자

## 수상 및 후보
| 연도 | 시상식       | 부문               | 작품          | 결과 |
| ---- | ------------ | ------------------ | ------------- | ---- |
| 2022 | SBS 연기대상 | 남자 청소년 연기상 | 왜 오수재인가 | 수상 |